# Ratolí marsupial de peus blancs
El ratolí marsupial de peus blancs (Sminthopsis leucopus) és un marsupial originari de Tasmània i Austràlia. Viu a la costa i en àrees interiors de Gippsland i alpines a fins a 400 m d'altitud, a prop de Narbethong. La mida del musell a la cua és de 14-20 cm: 7-11 cm del cap a l'anus i 7-9 cm de cua. Pesa entre 19 i 27 grams.